# Підлипки-Дачні
Підлипки-Дачні — залізнична станція хордова лінія Митищі - Фрязево Ярославського напрямку Московської залізниці. Розташована в місті Корольові Московської області. Входить до Московсько-Курського центру організації роботи залізничних станцій ДЦС-1 Московської дирекції управління рухом. За основним характером роботи є проміжною, за обсягом роботи віднесена до 3 класу.
Обладнана турнікетами при реконструкції в 2004 р
Час руху від Москва-Пасажирська-Ярославська близько 35 хвилин, від станції Фрязево - близько 1 години 20 хвилин, від станції Фрязино — 40-45 хвилин.
На станції працюють каси попереднього продажу квитків на всі напрямки РЖД.
Додаткові колії станції призначені для формування складів з вантажами Ракетно-космічної корпорації «Енергія» ім. С. П. Корольова.